# Neßler-Reaktion

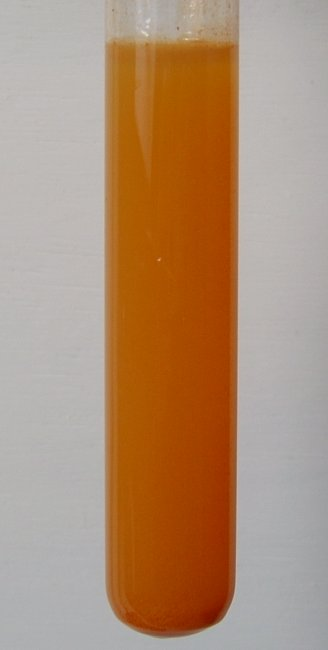
Reaktion von Neßlers-Reagenz mit Ammoniaklösung: Fällung des Iodids der Millonschen Base

Die Neßler-Reaktion wurde von Julius Neßler (1827–1905) in seiner 1856 erschienenen Inauguraldissertation Über das Verhalten des Jodquecksilbers und der Quecksilberverbindungen überhaupt zu Ammoniak und über eine neue Reaktion auf Ammoniak erstmals beschrieben.
Zum Einsatz bei dieser Reaktion kommt das Neßler-Reagenz Kaliumtetraiodomercurat(II): K2[HgI4], das mit Ammoniak den rotbraunen Farbkomplex [Hg2N]I, das Iodid des Kations der Millonschen Base, bildet.
{\displaystyle \mathrm {NH_{4}^{+}+2\ K_{2}[HgI_{4}]+3\ NaOH+OH^{-}\longrightarrow {[Hg_{2}N]I\downarrow }+4\ KI+3\ NaI+4\ H_{2}O} }
Ammonium-Ionen, Kaliumtetraiodomercurat(II), Natronlauge und Hydroxid-Ionen reagieren zum Iodidsalz der Millonschen Base, die in wässriger Lösung ausflockt, Kaliumiodid, Natriumiodid und Wasser.
Der Nachweis ist sehr empfindlich für Ammonium/Ammoniak und wird in der Wasseranalytik zu dessen photometrischer quantitativer Bestimmung benutzt. Nachteilig ist die Querempfindlichkeit auf einfache Amine, die in stark belebten Wässern (z. B. Fischteiche, Abwasser) reichlich auftreten. Auch bei der Immissionsmessung von Ammoniak mittels Nessler-Verfahren kommt die Neßler-Reaktion zum Einsatz.
Außerdem versucht man, quecksilberhaltige und somit toxische Laborabfälle zu vermeiden. Deshalb wird nach DIN 38 406 E5 heute fast ausschließlich die Berthelot-Reaktion zur Bestimmung von Ammonium benutzt.